# Festival Internacional de Jazz de Córdoba

El CBA JAZZ FESTIVAL, oficialmente Festival Internacional de Jazz de Córdoba consiste en un encuentro dedicado al jazz y a la música del mundo, orientado hacia el desarrollo de los diferentes folclores del mundo y el jazz, entendido como música improvisada. Las actividades incluyen: shows en grandes salas de conciertos, jornadas de actividades al aire libre,  clínicas y clases abiertas con artistas locales y extranjeros. Puntos de encuentro en espacios culturales, donde los artistas y el público se encuentran para el cierre de la jornada, en un evento diverso y plural.

## Historia
En el año 2009 la Agencia Córdoba Cultura lanza la 1.ª edición de este festival dando respuesta a la inclusión de este rubro musical para el público en general, contando con grandes expositores del ámbito internacional, nacional y local, debido a la gran repercusión se desarrolla la 2.ª edición 2010, consagrándose como uno de los festivales de la provincia en su 3.ª edición 2011.[cita requerida]
Al igual que el resto de los festivales que organiza la Agencia, la dinámica consiste en brindar durante 6 días espectáculos en las diferentes salas oficiales y privadas, a su vez la programación artística se complementa con la realización de clínicas dictadas por los mismos artistas, ferias de discos, conferencias, talleres y clases magistrales.

## Sedes
El Festival se desarrolla en distintos puntos y escenarios de la ciudad.
- Teatro Libertador
- Teatro Ciudad de las Artes
- Club de Jazz
- Parque de las Tejas
- Sedes del interior